# William Stevenson
William Edwards "Bill" Stevenson, född 25 oktober 1900 i Chicago, död 2 april 1985 i Fort Myers i Florida, var en amerikansk friidrottare.
Stevenson blev olympisk mästare på 4 x 400 meter vid sommarspelen 1924 i Paris.